# Кэй, Джон
Джон Кэй (англ. John Kaye; род. 3 марта 1940, Гул, Йоркшир и Хамбер) — английский футболист, нападающий.

## Карьера
Во взрослом футболе дебютировал в 1957 году в клубе из своего родного города «Гул Таун», за который отыграл следующие три сезона, после чего перешёл в «Сканторп Юнайтед».
В мае 1963 года перешёл в клуб «Вест Бромвич Альбион» за 44 750 фунтов стерлингов, что на тот момент было рекордной суммой для команды. Его первый выход на поле состоялся в августе того же года в матче против клуба «Лестер Сити». В сезоне 1965/66 команде удалось завоевать Кубок Английской футбольной лиги, а в сезоне 1967/68 — Кубок Англии. Кроме того, клуб дважды доходил до финала Кубка футбольной лиги.
В 1971 году перешёл в другой английский клуб «Халл Сити», где и завершил профессиональную футбольную карьеру в 1975 году.

## Достижения
«Вест Бромвич Альбион»
- Обладатель Кубка Англии: 1967/68[2]
- Обладатель Кубка Английской футбольной лиги: 1965/66